# Figuren aus der Animal-Crossing-Reihe
Die von Katsuya Eguchi erstellte und 2001 von Nintendo erstmals veröffentlichte Lebenssimulations-Videospielserie Animal Crossing bietet eine Reihe wiederkehrender Charaktere. Die Titel der Serie folgen dem Spielercharakter, während er in einem Dorf lebt, das von anthropomorphen Tieren bevölkert ist, mit einem nichtlinearen Gameplay und in Echtzeit stattfindenden Spielereignissen. Seit Animal Crossing: New Horizons, der neuesten Veröffentlichung der Serie, gibt es über 400 Tiercharaktere, die möglicherweise das Dorf eines Spielers bewohnen können. Zusätzlich zu diesen Dorfbewohner-Charakteren bietet Animal Crossing Charaktere, die in den Dörfern aller Spieler auftauchen. Diese Charaktere dienen normalerweise einer bestimmten Spielfunktion oder erscheinen bei einem bestimmten Ereignis im Spiel.

## Charaktere

### SeitAnimal Crossing(2001) in der Serie
どうぶつの森, Dōbutsu no Mori (deutsch: „Wald der Tiere“) wurde 2001 exklusiv in Japan für den Nintendo 64 veröffentlicht. Ein Remake des Spiels für den GameCube wurde in Japan als Animal Forest+ und weltweit als Animal Crossing veröffentlicht. Die Spiele stellen viele der wiederkehrenden Hauptcharaktere der Serie vor, insbesondere den Geschäftsmann Tom Nook, den reisenden Musiker K.K. Slider und Resetti, der den Spieler belehrt, wenn er das Spiel nicht speichert.
| Charakter      | Original-Name                                                                            | Spezies                     | Beschreibung |
| -------------- | ---------------------------------------------------------------------------------------- | --------------------------- | --- |
| Blanka         | あやしい ねこ (ayashii neko, „verdächtige Katze“)                                        | Katze                       | Eine gesichtslose Katze, die den Spieler bittet, ihr Gesicht zu zeichnen. Veranstaltet den 1. April in New Leaf. |
| Eugen          | フータ (fūta, „Hooter“)                                                                  | Eule                        | Paläontologe und Direktor des Museums, wo er zusammen mit seiner kleineren Schwester Eufemia arbeitet. |
| Wuff           | おまわりさんB・もんばんさんA (o-mawari-san B / monban-san A, „Polizist B / Türsteher A“) | Hund (Bulldogge)            | Er arbeitet als Polizist in Animal Crossing und New Leaf und als Torwächter in Wild World und Let’s Go To The City |
| Bartholo       | うおまさ (uomasa)                                                                        | Bieber                      | Leiter des Angelturniers in allen Serientiteln außer New Horizons. Vater von Lomeus |
| Harry          | おまわりさんA・もんばんさんB (o-mawari-san A / monban-san B, „Polizist A / Türsteher B“) | Hund (Akita)                | Er arbeitet als Polizist in Animal Crossing und New Leaf und als Torwächter in Wild World und Let’s Go To The City |
| Don Resetti    | ラケットさん (raketto-san, „Herr Racket“)                                                | Maulwurf                    | Belehrt den Spieler, wenn er sein Spiel nicht speichert. Bruder von Sonny Resetti. |
| Mamo           | ファーリー (fārī)                                                                        | Gnom                        | Ein Geist, der im Stadtbrunnen lebt. |
| Gernod         | フランクリン (furankurin, „Franklin“)                                                    | Truthahn                    | Gastgeber des „Schlemmfestes“. |
| Grazia         | グレース (gurēsu, „Grace“)                                                               | Giraffe                     | Eine Modedesignerin. |
| Gulliver       | ジョニー (jonī, „Johnny“)                                                                | Möwe                        | Erscheint als gestrandeter Seemann in Animal Crossing, New Leaf und New Horizons; ein gestrandeter Astronaut in Wild World und City Folk. In New Horizons erscheint er auch als gestrandeter Pirat namens Gullivarrr. |
| Jakob          | パンプキング (panpukingu, „Pumpking“)                                                    | –                           | Ein kürbisköpfiger Charakter, der Halloween veranstaltet. |
| Chris          | ジングル (jinguru, „jingle“)                                                             | Rentier                     | Veranstaltet den „Spielzeugtag“. |
| Sigrid         | カブリバ (kaburiba)                                                                      | Wildschwein                 | Eine Rübenverkäuferin. Großmutter von Jorna. |
| Käpten         | カッペイ (kappei)                                                                        | Schildkröte                 | Er hat abwechselnd als Ruderbootführer, Taxifahrer und Busfahrer gearbeitet. Ehemann von Lore, Vater von Lotte und Sohn von Bonnie.                                                                                   |
| K.K. Slider    | とたけけ (totakeke)                                                                      | Hund (Jack-Russell-Terrier) | Ein reisender Musiker und DJ. |
| Smeralda       | ハッケミィ (hakkemii)                                                                    | Panther                     | Eine Wahrsagerin. |
| Tina           | ハッケミィ (hakkemii)                                                                    | Igel                        | Mitinhaberin der Schneiderei. Schwester von Sina und Samthea |
| Pelly          | ぺりこ (periko)                                                                          | Pelikan                     | Arbeitet in der Tagschicht bei der Post in Animal Crossing und New Leaf und im Rathaus in Wild World und City Folk. Schwester von Peggy.                                                                              |
| Peter          | ぺりお (perio)                                                                           | Pelikan                     | Briefträger |
| Peggy          | ぺりみ (perimi)                                                                          | Pelikan                     | Arbeitet in der Nachtschicht in der Post in Animal Crossing und New Leaf und im Rathaus in Wild World und City Folk. Schwester von Pelly.                                                                             |
| Flip           | えきいんさん (ekiin-san, „Bahnhofsangestellter“)                                         | Affe                        | Schaffner und Portier am Bahnhof. |
| Reiner         | つねきち (tsunekichi)                                                                    | Fuchs                       | Betreibt einen Schwarzmarktwarenladen. |
| Sonny Resetti  | リセットさん (risetto-san, „Herr Reset“)                                                 | Maulwurf                    | Belehrt den Spieler, wenn er sein Spiel nicht speichert. Bruder von Don Resetti. |
| Olli           | みしらぬ ネコ (mishiranu neko, „fremde Katze“)                                           | Katze                       | Ein Kater, die dem Spieler beim Einrichten des Spiels hilft. |
| Sina           | あさみ (asami)                                                                           | Igel                        | Mitinhaberin der Schneiderei. Schwester von Tina und Smathea. |
| Aziza          | ローラン (rōran)                                                                         | Kamel                       | Ein reisender Teppich- und Bodenhändler. |
| Nepp & Schlepp | まめきち・つぶきち (mamekichi & tsubukichi)                                              | Tanuki                      | Zwillinge und Neffen von Tom Nook. |
| Tom Nook       | たぬきち (tanukichi)                                                                     | Tanuki                      | Ein Geschäftsmann, der den Stadtladen und das Hausdarlehen des Spielers verwaltet. |
| Törtel         | コトブキ (kotobuki, etwa „langes Leben“)                                                 | Schildkröte                 | Der Bürgermeister der Stadt. Zieht sich zurück, um auf einer tropischen Insel in New Leaf zu leben. |
| Winci          | セイイチ (seiichi)                                                                       | Walross                     | Ein reisender Künstler. |
| Buhu           | ゆうたろう (yūtarō)                                                                      | Geist                       | Ein Geist, der den Spieler mit seltenen Gegenständen versorgt. |

### SeitAnimal Crossing: Wild Worldin der Serie
Animal Crossing: Wild World wurde 2005 für den Nintendo DS veröffentlicht.
| Charakter | Original-Name                         | Spezies      | Beschreibung |
| --------- | ------------------------------------- | ------------ | --- |
| Kofi      | マスター (masutā, „Master“)           | Taube        | Betreibt das Café Taubenschlag und arbeitet dort als Barista.                                                                            |
| Eufemia   | フーコ (fūko)                         | Eule         | Arbeitet in der Museumssternwarte. Schwester von Eugen.                                                                                  |
| Samselt   | ししょー (shishō)                     | Axolotl      | Lehrt dem Spieler Emotionen. |
| Trude     | カットリーヌ (kattorīnu, „Catherine“) | Hund (Pudel) | Betreibt einen Schönheitssalon namens „Shampudel“.                                                                                       |
| Kitty     | おかあさん (o-kā-san, „Mama“)         | Katze        | Katjas Mutter, eine reisende Katze, die öfter nach dem Mehrspielermodus in der Stadt auftaucht und verzweifelt nach ihrer Tochter sucht. |
| Katja     | まいこちゃん (maiko-chan)             | Katze        | Ein Kätzchen, das den Spieler bittet, sie wieder mit ihrer Mutter Kitty zu vereinen.                                                     |
| Fred      | ホンマさん (honma-san)                | Otter        | Ein Geschäftsmann, der abwechselnd als Versicherungskaufmann und für die Happy Home Academy arbeitet.                                    |
| Johannes  | ラコスケ (rakosuke)                   | Otter        | Ein reisender Philosoph. |

### SeitAnimal Crossing: Let’s Go To The Cityin der Serie
Animal Crossing: Let’s Go to the City wurde 2008 für die Wii veröffentlicht.
| Charakter   | Original-Name                      | Spezies          | Beschreibung                                                                                                 |
| ----------- | ---------------------------------- | ---------------- | --- |
| Eqsos       | きょしょー (kyoshō)                | Kragenechse      | Lehrt den Spieler Emotionen.                                                                                 |
| Schubert    | シャンク (shanku)                  | Stinktier        | Schuhputzer und Schuhverkäufer.                                                                              |
| Samthea     | ケイト (keito)                     | Igel             | Eine Modedesignerin. Schwester von Tina und Sina. Auch als Minna bekannt.                                    |
| Gyroid      | ハニワくん (haniwa-kun)            | Gyroid           | Betreibt das Auktionshaus in Let’s Go To The City und arbeitet als Bauarbeiter in New Leaf und New Horizons. |
| Carleon     | カメヤマさん (kameyama-san)        | Chamäleon        | Leiter des Insektikusturniers in Let’s Go To The City und New Leaf.                                          |
| Pavo        | ベルリーナ (berurīna, „Berliner“)  | Pfau             | Veranstaltet Karneval                                                                                        |
| Helios      | パロンチーノ (paronchīno)          | Seelöwe          | Belohnt den Spieler mit Geschenken und Verdienstabzeichen.                                                   |
| Divahua     | めがみさま (megami-sama, „Göttin“) | Hund (Chihuahua) | Eine Göttin, die im Stadtbrunnen lebt.                                                                       |
| Ohs T. Hase | ぴょんたろう (pyontarō)            | Hase             | Veranstaltet den „Häschentag“.                                                                               |

### SeitAnimal Crossing: New Leafin der Serie
Animal Crossing: New Leaf wurde 2012 auf dem Nintendo 3DS veröffentlicht. Das Spiel beinhaltet erstmals Melinda, eine Sekretärin im Rathaus, die als „Fanliebling“ und Maskottchen der Animal-Crossing-Serie beschrieben wird. In Animal Crossing: New Leaf – Welcome Amiibo, einem kostenlosen Update Ende 2016, wurden dem Spiel zusätzliche Inhalte und Charaktere hinzugefügt.
| Charakter | Original-Name          | Spezies         | Beschreibung                                                                       |
| --------- | ---------------------- | --------------- | ---------------------------------------------------------------------------------- |
| Björn     | カイゾー (kaizō)       | Alpaka          | Arbeitet in der Fundgrube, einem Renovierungsgeschäft. Ehemann von Rosina.         |
| Moritz    | ケント (kento, „Kent“) | Hund (Shih Tzu) | Arbeitet bei der ADSH. Zwillingsbruder von Melinda.                                |
| Bonnie    | ゲコ (geko, „quak“)    | Schildkröte     | Mutter von Käpten, Schwiegermutter von Lore und Großmutter von Lotte.              |
| Harvey    | パニエル (panieru)     | Hund (Spaniel)  | Ein Hippie, der den Campingplatz in New Leaf und Fotopia in New Horizons betreibt. |
| Melinda   | しずえ (shizue)        | Hund (Shih Tzu) | Eine Sekretärin und Assistentin des Bürgermeisters. Zwillingsschwester von Moritz. |
| Gerd      | レイジ (reiji)         | Faultier        | Betreibt die Gärtnerei.                                                            |
| Lotte     | クク (kuku)            | Schildkröte     | Tochter von Käpten und Lore und Enkelin von Bonnie.                                |
| Lore      | クーコ (kūko)          | Schildkröte     | Frau von Käpten, Mutter von Lotte und Schwiegertochter von Bonnie.                 |
| Serenada  | ゆめみ (yumemi)        | Tapir           | Betreibt das Schlummerhaus.                                                        |
| Rosina    | リサ (risa)            | Alpaka          | Arbeitet in der Fundgrube, einem Renovierungsgeschäft. Ehefrau von Björn.          |

### SeitAnimal Crossing: New Horizonsin der Serie
Animal Crossing: New Horizons wurde am 20. März 2020 für die Nintendo Switch veröffentlicht. Bestimmte Charaktere, die in früheren Animal-Crossing-Titeln eingeführt wurden, waren beim Start nicht im Spiel vorhanden, wurden jedoch durch nachträgliche Aktualisierungen hinzugefügt.
| Charakter | Original-Name                    | Spezies     | Beschreibung                                                                                       |
| --------- | -------------------------------- | ----------- | -------------------------------------------------------------------------------------------------- |
| Lomeus    | ジャスティン (jasutin, „Justin“) | Bieber      | Veranstaltet das Angelturnier. Sohn von Bartholo und Mitbewohner und Geschäftspartner von Carlson. |
| Jorna     | ウリ (uri)                       | Wildschwein | Eine Rübenverkäuferin und Enkelin von Sigrid.                                                      |
| Carlson   | レックス (rekkusu, „Rex“)        | Chamäleon   | Veranstaltet das Insektikusturnier. Mitbewohner und Geschäftspartner von Lomeus.                   |
| Bodo      | モーリー (mōrī)                  | Dodo        | Arbeitet am Bodenschalter für Dodo Airlines. Bruder von Udo.                                       |
| Udo       | ロドリー (rodorī)                | Dodo        | Ein Flugzeugpilot für Dodo Airlines. Bruder von Bodo.                                              |
| Bono      | こつ (kotsu, „Gebein“)           | Wickelbär   | Chef des Happy Home Paradise.                                                                      |

### Durch Spin-offs in der Serie
Es wurden mehrere Spin-off-Titel der Animal-Crossing-Serie veröffentlicht, die ihre eigenen Originalcharaktere aufweisen.
| Charakter | Original-Name           | Spezies | Beschreibung                                                                   |
| --------- | ----------------------- | ------- | ------------------------------------------------------------------------------ |
| Schorsch  | ピンちゃん (pin-chan)   | Amsel   | Arbeitet bei OK Motors. (Animal Crossing: Pocket Camp)                         |
| Ralle     | グーさん (gū-san)       | Amsel   | Arbeitet bei OK Motors. (Animal Crossing: Pocket Camp)                         |
| Fiete     | キャンタロー (kyantarō) | Amsel   | Arbeitet bei OK Motors. (Animal Crossing: Pocket Camp)                         |
| Karlotta  | タクミ (takumi)         | Otter   | Arbeitet bei ImmoNook. Nichte von Fred. (Animal Crossing: Happy Home Designer) |